# Estratégico de Maurício
O Estratégico (em grego: Στρατηγικόν; romaniz.: Strategikón) é um manual de guerra escrito no final do século VI e geralmente atribuído ao imperador bizantino Maurício (r. 582–602). É considerado a obra mais notável da ciência militar bizantina. Este extenso trabalho de 12 volumes, além de apresentar informações estratégicas e táticas, mostra um número significativo de inovações militares que refletem as mudanças na vida militar e pública do Império Bizantino.

## Texto

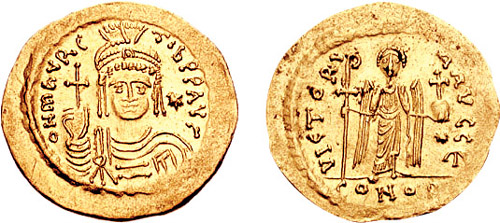
Soldo do imperador Maurício r., o possível autor do Estratégico.

O nome original do Estratégico não é conhecido; chama-se assim pela tradição de se mencionar o primeiro nome usado em uma publicação científica, neste caso elaborado por Lucas Holstênio, o bibliotecário do cardeal Francesco Barberini, e implementado em 1664 por Johannes Schefferus em Uppsala. O manuscrito mais antigo e mais bem preservado foi criado por iniciativa de Constantino VII (r. 913–959) e intitula-se em grego Ούρβκίου τακτικά στρτηγικά. Aquele mantido na Biblioteca Ambrosiana tem um nome grego mais longo (Μαυρικίου τακτικά τού έπί τού βασλέος Μαυρικίου γεγονότος) e outros três manuscritos (Paris, Veneza, Vaticano) são chamados em grego Μαυρικίου στρτηγικόν.
A autoria do trabalho também é tema de debate. Apesar do fato de que os nomes dos manuscritos oferecem apenas duas opções de nome do autor - "Urbiky" e "Maurício - os pesquisadores propuseram um grande número de outros candidatos. A primeira versão alternativa pertence a Schefferus, e ele reconhece como autor o imperador Maurício; dentre seus apoiantes está o filólogo e arqueólogo alemão Richard Foerster e o bizantinista russo A. Kulakowski. Entre os defensores da autoria do imperador Maurício no século XIX estão F. Haase e Hermann Köchly, e no século XX F. Osares. A Autoria de Urbiky é defendida por R. Vari. e Robert Grosse; de acordo com James T. Dennis a palavra "Urbiky" neste contexto é uma grafia incorreta de "Maurício". O bizantinista alemão Karl Eduard Zachariae von Lingenthal e o russo K. Krumbacher defendem a autoria de Rufo, comandante do século VIII, no entanto, essa teoria não foi suportada. Outro ponto de vista sugere a autoria ao imperador Heráclio (r. 610–641) ou ao comandante Filípico. Os trabalhos de historiadores soviéticos encontraram uma perspectiva diferente. Assim, considera-se que, no estado atual da investigação em questão da autoria do Estratégico, claramente não é possível resolvê-la.
A datação do trabalho também é feito com base em evidências circunstanciais que indicam os principais adversários do império (persas, lombardos se tornando inimigos do império depois de 568, ávaros, eslavos e antas) e a menção de episódios militares separados. Como resultado o Estratégico aparente ter sido produzido no final do reinado de Maurício ou no reinado de Focas (r. 602–610).

## Conteúdo

### Influência dos predecessores
Na introdução do Estratégico o autor afirma que seu objetivo é "transmitir a experiência emprestada do antigo e acumulada na prática diária", mas mais tarde no texto estas fontes não são explicitamente mencionadas. Também complica a identificação de fontes que orientaram o trabalho e que o autor copiou a partir de escritos de seus predecessores, e criativamente reformulou. Dentre as fontes de Maurício comumente considera-se Asclepiodoto, Onasandro, Eliano, o Estrategista, Arriano e Flávio Vegécio.
O autor do Estratégico estava familiarizado com as atividades de generais do passado - ele menciona os nomes dos imperadores Trajano (r. 98–117) e Décio (r. 249–251), Perozes I (r. 459–484), e menciona por duas vezes Aníbal, Cipião Africano e Lúsio Quieto. Os capítulos sobre punições militares sugerem a influência de Rufo (Leges Militares). Por sua vez, essa parte do Estratégico foi incluída no eclogito e, em seguida, no Tactica do imperador Leão VI, o Sábio (r. 886–912).

### Novas ideias
O mais valioso no trabalho são as ideias estratégicas nele contidas que melhor refletem as realidades e características específicas da época. A estratégia de Maurício é considerada como do mais alto generalato, a questão da preparação da guerra, seu planejamento e questão direta nas campanhas. Nesse sentido, o autor considera que é importante não projetar uma imagem a priori do comandante ideal militar, como fez a Suda com o "filósofo platônico" Onasandro, sendo que a prática militar real indica que as qualidades do estratego são necessárias para atingir os objetivos. Assim, Maurício vê uma série de qualidades inerentes ao estratego que incluem piedade, além de experiência de combate e generalato que garantem o sucesso da batalha. Maurício considera útil e necessário para manter a organização do culto no exército a exclamação "Senhor, tenha misericórdia" antes de sair de tropas das fortificações, etc. Outras recomendações são de natureza religiosa.
O Estratégico contêm um sistema completo de preparação e treinamento de tropas, para manter a disciplina e evitar tumultos. A doutrina militar de Maurício não é claramente defensiva ou ofensiva; o estratego deve estar preparado para a guerra com o adversário, e no seu território. o principal critério aqui - "a causa da guerra deve ser legal". No Livro XI apresenta-se informações etnográficas coletadas sobre os principais adversários do império. Maurício fundamentou um novo conceito, que é o de reconhecimento da necessidade de aprender com o inimigo.